# Михайловское (Некрасовский район)
Михайловское — село в Некрасовском районе Ярославской области. Входит в состав сельского поселения Бурмакино.

## География
Расположено на правом берегу Кисмы в 35 км к юго-юго-западу от посёлка Некрасовское и в 30 км к юго-востоку от Ярославля.

## История

### Усадьба
В селе находилась усадьба титулярного советника Михаила Ивановича Сердюкова — внука строителя и первого частного владельца Вышневолоцкой водной системы Михаила Ивановича Сердюкова. Первое упоминание о пребывании титулярного советника М. И. Сердюкова в Ярославской губернии встречается с 1774 года. С 1776 году владельцем села Михайловское (Задорожье) уже упоминается девица Сердюкова Екатерина Ивановна, сестра титулярного советника М. И. Сердюкова, потом ставшая женой надворного советника и кавалера Ивана Евтихиевича Софонова.

### Храм
В селе сохранился каменный храм Воскресения Словущего, построенный на средства Екатерины Ивановны Софоновой (урождённой Сердюковой); дата начала его строительства — 1796 год. До его строительства в камне существовал деревянный храм освящённый в честь Обновления Храма Воскресения Христова. Для строительства каменного храма в Ярославскую епархию к архиепископу Арсению обратилась надворная советница Е. И. Софонова.

В епархии вашей Ярославского уезду, в селе моём Михайловском состоит церковь деревянная которая приходит уже в ветхость, то имея я желание вместо оной воздвигнуть вновь каменную. Покорнейше испрашиваю позволения вашего преосвященства начать действием сиё моё послание
В качестве строителей нового каменного храма были назначены крестьяне из деревни Перепечиной и деревни Яксаевой вотчины Е. И. Софоновой Борис Фёдоров и Яков Никифоров.

## Население
| 1859 | 1883 | 2007 | 2010 |
| ---- | ---- | ---- | ---- |
| 127  | ↘105 | ↘8   | →8   |

### Известные жители
- Шаховская-Шик, Наталия Дмитриевна (1890—1942) — историк, писатель и переводчик, биограф, педагог, деятель кооперативного движения.